# Regierung Illa

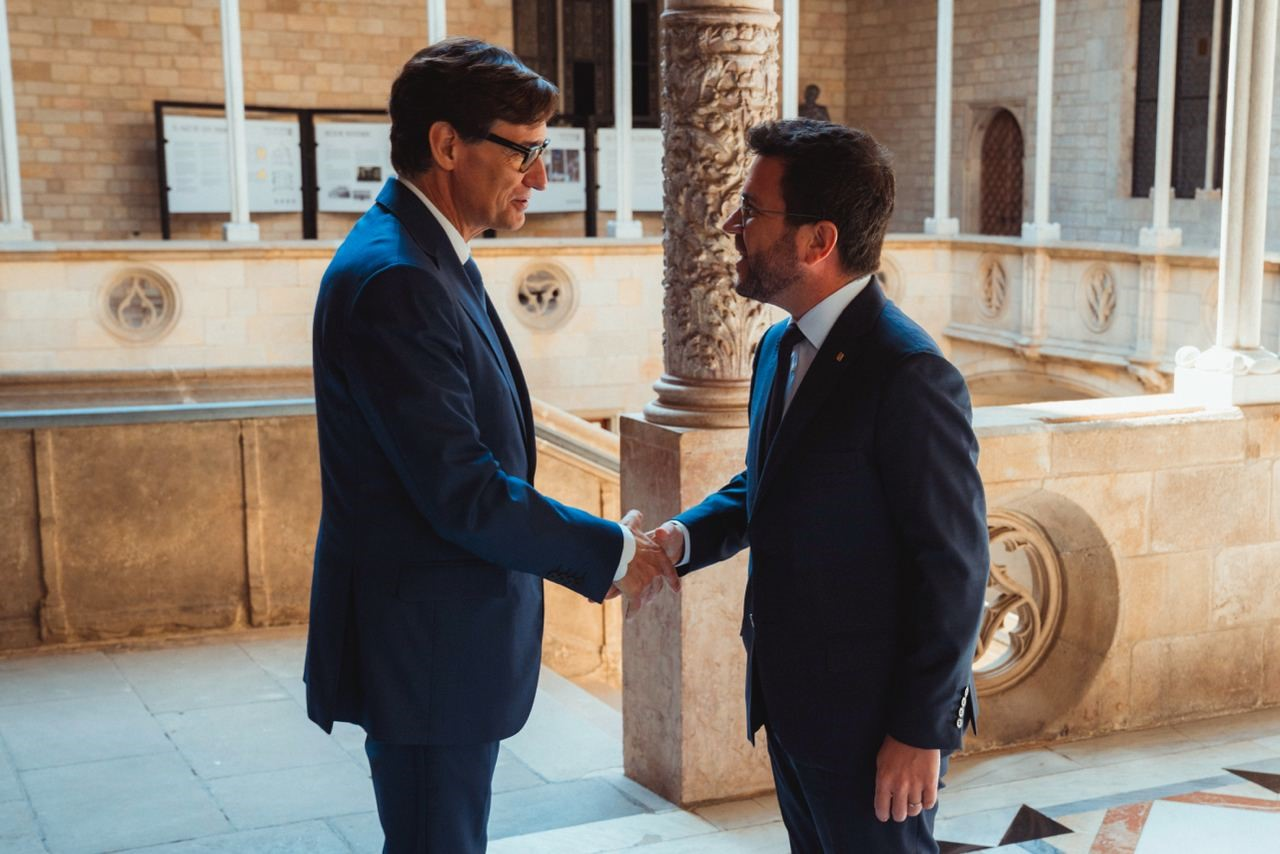
Präsident Pere Aragonès trifft sich in der Generalitat mit dem gewählten Präsidenten Salvador Illa.

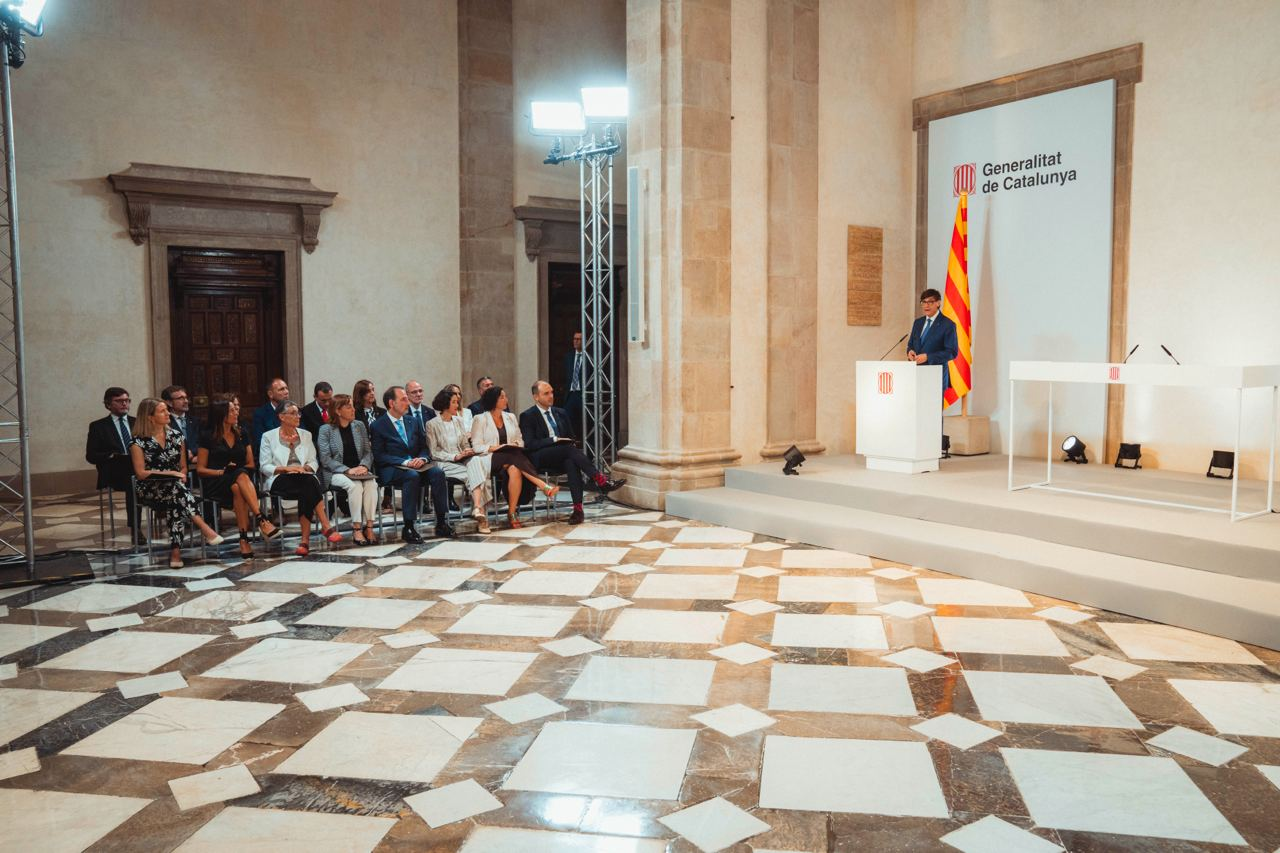
Präsident Illa und die Minister bei der Amtsübernahme

Die Regierung Illa bildet seit dem 12. August 2024 die Regionalregierung von Katalonien. Sie wurde nach der Parlamentswahl 2024 gebildet und löste die Regierung Aragonès ab.

## Regierungsmitglieder
| Amt                                                                             | Foto | Name                        | Partei    |
| ------------------------------------------------------------------------------- | ---- | --------------------------- | --------- |
| Regionalpräsident                                                               |      | Salvador Illa               | PSC       |
| Regierungssprecherin Ministerin für Territorium, Wohnen und ökologischer Wandel |      | Sílvia Paneque              | PSC       |
| Minister für die Präsidentschaft                                                |      | Albert Dalmau Miranda       | PSC       |
| Ministerin für Wirtschaft und Finanzen                                          |      | Alícia Romero               | PSC       |
| Ministerin für Inneres und öffentliche Sicherheit                               |      | Núria Parlon                | PSC       |
| Minister für Justiz und Demokratische Qualität                                  |      | Ramon Espadaler             | Units     |
| Ministerin für Gesundheit                                                       |      | Olga Pané                   | Parteilos |
| Ministerin für Bildung und Berufsausbildung                                     |      | Esther Niubó                | PSC       |
| Ministerin für Soziale Rechte und Inklusion                                     |      | Mònica Martínez Bravo       | PSC       |
| Minister für Unternehmen und Arbeit                                             |      | Miquel Sàmper               | Parteilos |
| Ministerin für Gleichheit und Feminismen                                        |      | Eva Menor Cantador          | PSC       |
| Minister für Europäische Union und auswärtiges Handeln                          |      | Jaume Duch Guillot          | Parteilos |
| Ministerin für Forschung und Universitäten                                      |      | Núria Montserrat Pulido     | Parteilos |
| Minister für Landwirtschaft, Viehzucht, Fischerei und Ernährung                 |      | Òscar Ordeig i Molist       | PSC       |
| Minister für Sport                                                              |      | Berni Álvarez               | PSC       |
| Ministerin für Kultur                                                           |      | Sònia Hernández Almodóvar   | Parteilos |
| Minister für Sprachpolitik                                                      |      | Francesc Xavier Vila Moreno | Parteilos |
| Generalsekretär der Regierung                                                   |      | Javier Villamayor Caamaño   | PSC       |